# Klub Kosova Hamburg
Der Albanische Klub Kosova von 1977 (albanisch Klubi Futbollit Kosova) ist ein Sportverein aus Hamburg. Er wurde 1977 gegründet. Die Vereinsfarben sind Rot und Schwarz. Seine Heimspiele trägt der Verein auf dem Sportplatz Dratelnstraße aus.

## Geschichte
Der Verein wurde 1977 von albanischen Einwanderern in Hamburg gegründet. Im Zuge der Vereinsgründung wurden mehrere Vereinsnamen vorgeschlagen, die von Prishtina über Emin Duraku bis zu Bajram Curri reichten, ehe der Vorschlag, den Verein Kosova zu nennen, angenommen wurde.
Im Hamburger Fußball tritt der Verein seit 1993 an, als der Klub Kosova in der Kreisklasse, der untersten Liga Hamburgs, startete. Der Aufstieg in die Kreisliga gelang im ersten Jahr, doch nachdem sich der Verein 1996 zurückzog, musste er 1997/98 erneut in der Kreisklasse starten. Wiederum konnte der Klub Kosova direkt in die Kreisliga aufsteigen, in der er 12 Jahre lang bis 2010 verblieb. 2010 gelang schließlich der erstmalige Aufstieg in die Hamburger Bezirksliga, dem drei Jahre später als Meister der Süd-Staffel der Aufstieg in die Landesliga folgte. In den ersten beiden Jahren in der Landesliga spielte Kosova gegen den Abstieg, konnte diesen aber jeweils knapp verhindern. Im dritten Jahr, der Spielzeit 2015/16, gelang dem Klub Kosova dann der überraschende Aufstieg in die Oberliga Hamburg, obwohl der Verein zu Saisonbeginn nur den neunten Platz als Ziel ausgerufen hatte. Der Klub Kosova ist damit der erste albanisch geprägte Verein Deutschlands, der in die höchste Liga seines Landesverbandes aufstieg. Allerdings stieg man nach einer Saison direkt wieder ab. 
Im Sommer 2015 machte der Verein Schlagzeilen, als der Hamburger Verband den albanisch geprägten Klub Kosova und den serbischen Verein FK Nikola Tesla in die Landesliga Hansa einordnete, woraufhin beide Vereine eine neue Staffeleinteilung forderten, da sie aufgrund der angespannten Lage zwischen Albanien und Serbien gewalttätige Ausschreitungen der Zuschauer fürchteten (wenige Monate zuvor wurde bereits das EM-Qualifikationsspiel zwischen Albanien und Serbien wegen Ausschreitungen abgebrochen). Der Verband lenkte daraufhin ein und versetzte den FK Nikola Tesla von der Hansa-Staffel in die Hammonia-Staffel, woraufhin der TSV Sasel gegen seinen Willen von der Hammonia-Staffel in die Landesliga Hansa versetzt wurde. Dagegen legte wiederum Sasel Protest ein, welcher stattgegeben wurde, so dass Sasel zurück in die Landesliga Hammonia kam. Somit spielten in der Spielzeit 2015/16 in der Landesliga Hansa (mit dem Klub Kosova) nur 15 Vereine, während in der Landesliga Hammonia (mit Nikola Tesla und dem TSV Sasel) deren 17 spielten.
Die zweite Mannschaft des Vereins spielte bis 2014 in der Kreisklasse, ehe der Aufstieg in die Kreisliga (8. Liga) gelang. In der Spielzeit 2021/22 spielt die zweite Mannschaft in der Kreisklasse B, der untersten Hamburger Spielklasse. Neben den beiden Herren-Mannschaften nimmt noch eine Alte-Herren-Mannschaft am Spielbetrieb teil.